# Bocholter Aa
Die Bocholter Aa (auf niederländischer Seite Aa-Strang) ist ein etwa 51 km langer, östlicher und rechter Nebenfluss der Issel, der aus dem nordrhein-westfälischen Kreis Borken in den niederländischen Achterhoek fließt.

## Geographie

### Verlauf
Der kleine Fluss entsteht in Velen im westlichen Münsterland zwischen Borken und Coesfeld durch den Zusammenfluss des jeweils nur kurzen Thesingbachs, Vennbachs und des Schwarzen Bachs.
Von dort fließt die Bocholter Aa in westliche Richtung und lässt dabei den Höhenzug Die Berge links liegen. Über Borken, vorbei am Pröbstingsee und Rhede erreicht sie Bocholt, wo sie am östlichen Stadtrand  den Aasee durchfließt. Im Zentrum Bocholts liegt das Neue Rathaus auf einer künstlichen Insel im Fluss, der bis ins 19. Jahrhundert in die historische Stadtbefestigung einbezogen war. In nordwestlicher Richtung erreicht die Aa bei Suderwick die deutsch-niederländische Grenze. Für etwa zwei Kilometer ist sie Grenzfluss und erreicht dann endgültig die Niederlande, wo sie als Aa-strang nach nur weiteren fünf Kilometern bei Ulft in die hier Oude IJssel genannte, wesentlich kleinere Issel mündet.

Die Bocholter Aa
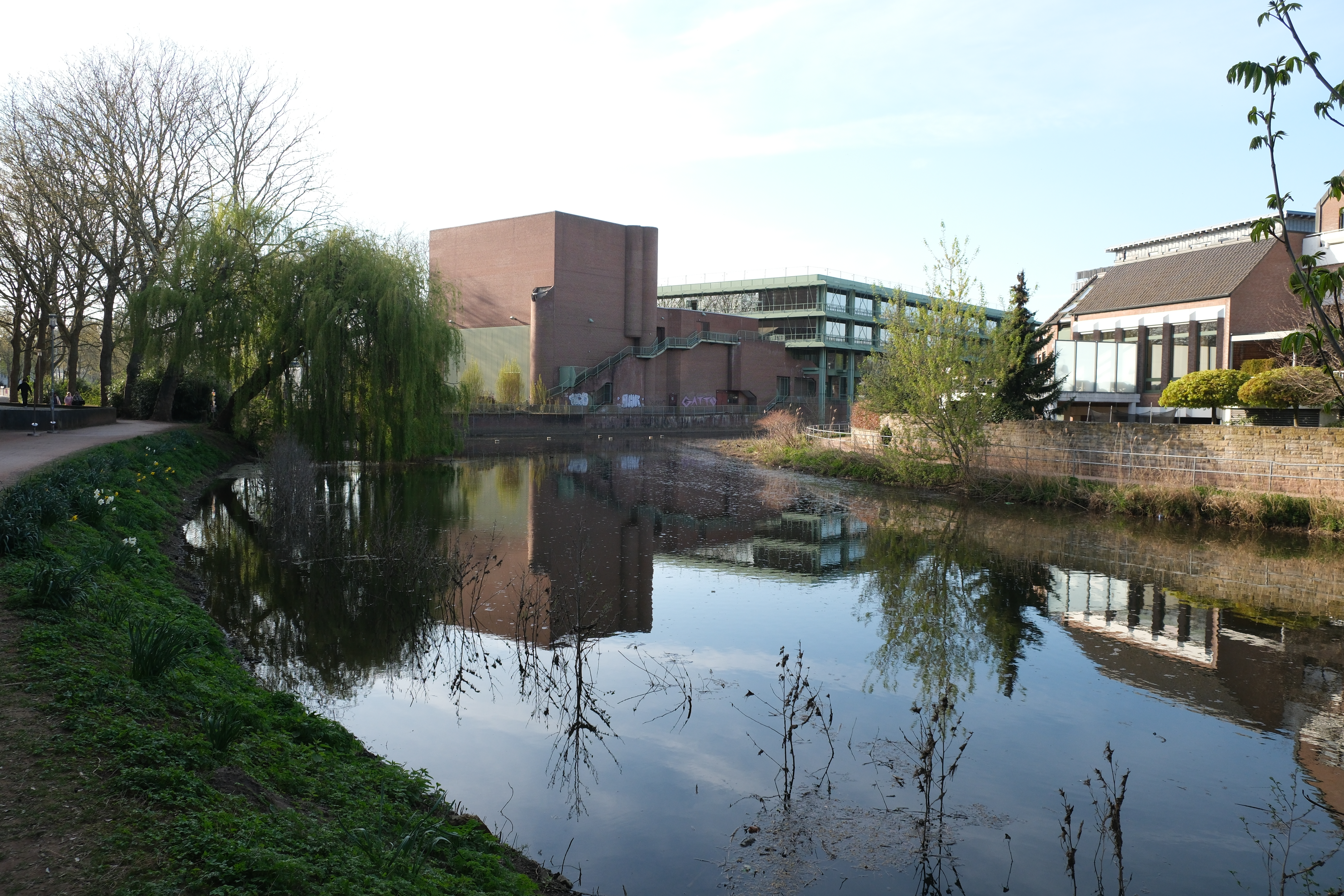
… in Bocholt am Rathaus
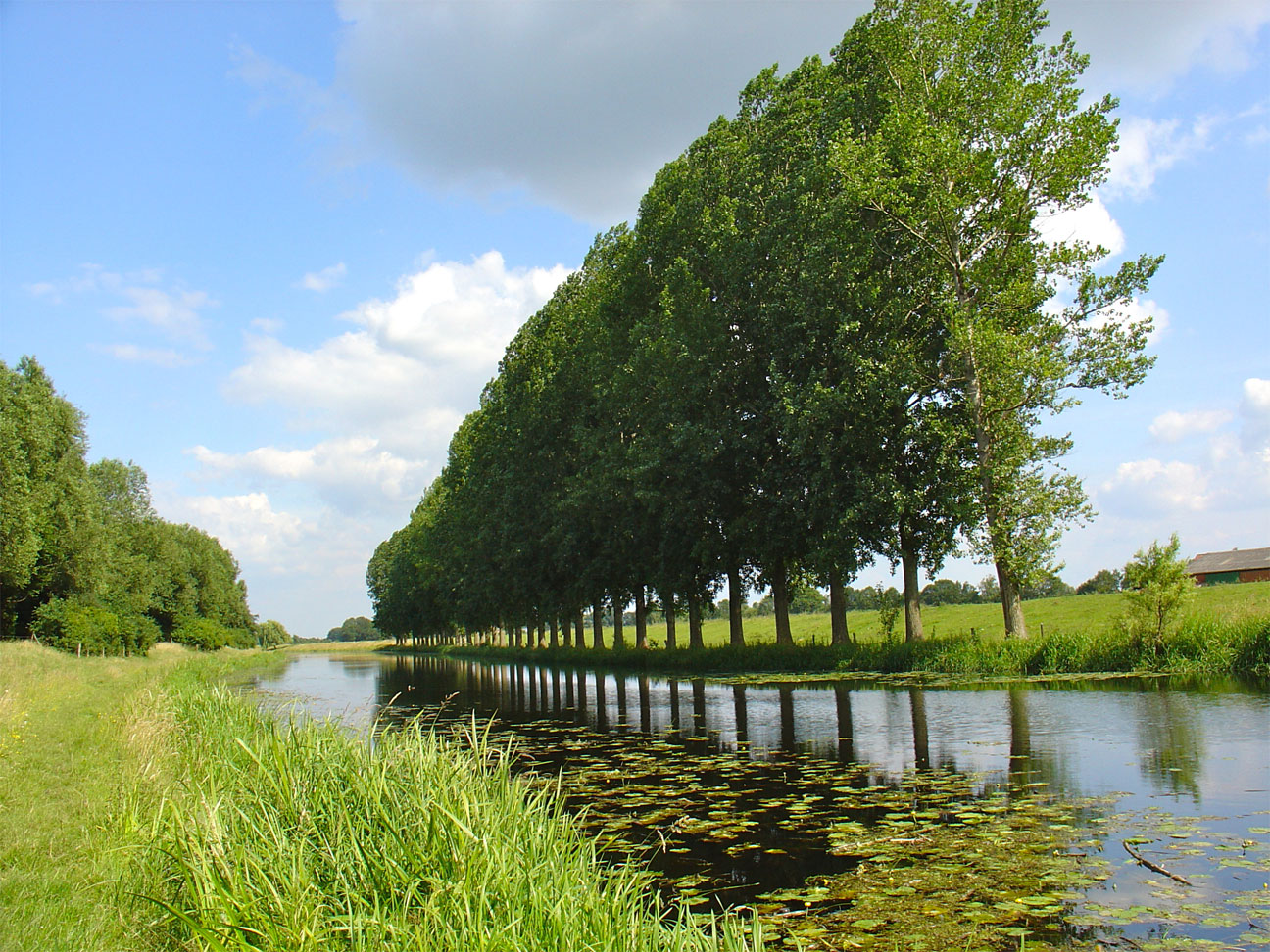
…  zwischen Bocholt und Bocholt-Suderwick
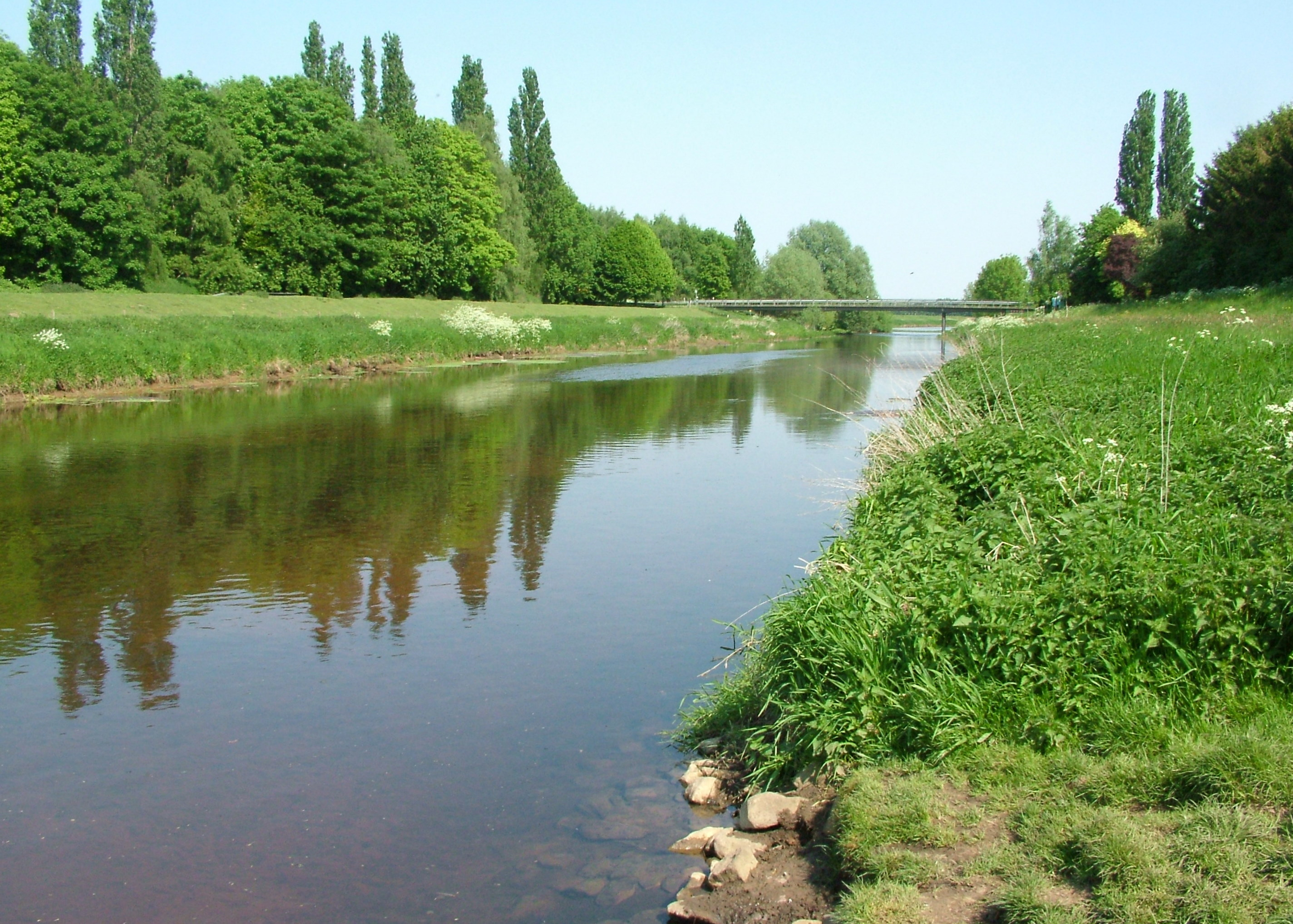
… direkt an der Grenze zu den Niederlanden

### Zuflüsse
Vom Ursprung zur Mündung. Daten zur Länge in Kilometer (km) und Einzugsgebiet in Quadratkilometer (km²) nach dem Topographischen Informationsmanagement, Bezirksregierung Köln, Abteilung GEObasis NRW. Mittlerer Abfluss (MQ) in Liter pro Sekunde (l/s) nach dem  Fachinformationssystem ELWAS des Ministeriums für Umwelt, Naturschutz und Verkehr NRW
- Schwarzer Bach (rechter Quellbach, Hauptstrang), 4,3 km, 15,35 km², 185 l/s
- Weißer Vennbach (linker Quellbach, Nebenstrang), 5,4 km, 11,07 km², 104 l/s
- Thesingbach (rechts), 7,3 km, 26,36 km²
- Kückelbach (rechts), 0,6 km[6]
- Rindelfortsbach (rechts), 5,9 km, 11,58 km², 123 l/s
- Ravenbach (links), 2,2 km, 3,38 km², 39 l/s
- Messlingbach (rechts), 6,8 km, 12,36 km², 139 l/s
- Reinigs Bach (links), 1,6 km, 0,98 km², 7 l/s
- Borkener Aa (links), 7,8 km (mit Engelradingbach 11,2 km), 74,70 km², 662 l/s
- Knüstingbach (rechts), 8,6 km, 25,60 km², 286 l/s
- Mengeringbach (links), 4,2 km, 8,51 km², 98 l/s
- Elsbach (rechts), 4,3 km, 5,90 km², 44 l/s
- Kieritbach (links), 4,6 km, 6,11 km², 49 l/s
- Gorbach (links), 5,9 km, 7,37 km², 63 l/s
- Rümpingbach (links), 7,0 km, 11,62 km², 81 l/s
- Landwehrgraben (rechts), 4,0 km, 3,47 km², 29 l/s
- Rheder Bach (rechts), 11,4 km, 35,11 km², 295 l/s
- Kettelerbach (rechts), 9,3 km, 12,39 km², 101 l/s
- Pleystrang (links), 5,9 km, 20,86 km², 167 l/s
- Alte Aa[7] (linke Abzweigung), 7,4 km, 15,76 km², 137 l/s
- Schieve (rechts), 4,0 km, 6,93 km², 49 l/s
- Seegraben (links), 8,2 km, 7,10 km², 79 l/s
- Schöpfwerksgraben (rechts), 5,4 km, 5,42 km², 39 l/s
- Holtwicker Bach (rechts), 23,1 km, 61,64 km², 458 l/s
- Zwarte beek (rechts), 2,2 km (mit Veerbeek 13,1 km), 31,16 km²
- Braakhinter W.L. (links), 2,6 km, 1,26 km²
- Keizersbeek (rechts), 15,6 km[6]

## Gewässergüte

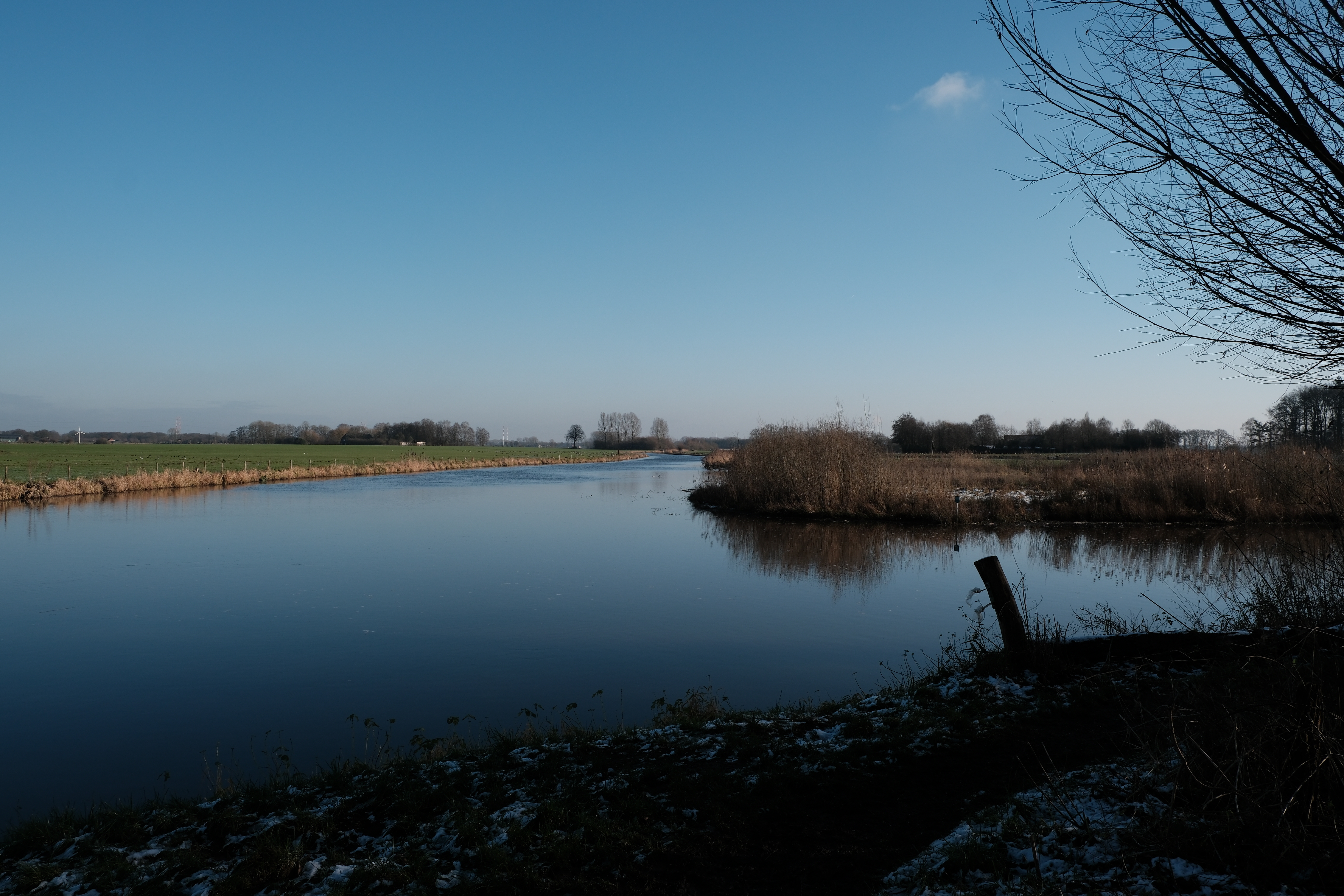
Der Aa-Strang (oben im Bild) bei Ulft. Er kommt aus dem Osten und mündet hier in die Oude IJssel (Issel). Diese fließt hier von rechts nach links, das heißt von Süden nach Norden.

Im Oktober 2019 wurden vom VSR-Gewässerschutz e. V. erhöhte Nitratwerte in der Bocholter Aa festgestellt. Alle Messpunkte des Vereins wiesen mehr als 19 mg/l Nitrat auf. Der höchste Messwert lag bei 29,4 mg/l Nitrat, gemessen in Velen. Nach der Oberflächengewässerverordnung dürfte die Bocholter Aa beim Verlassen von Deutschland nur 12,3 mg/l Nitrat aufweisen. Dieser Wert wird mit 28,6 mg/l um das doppelte überschritten. Als Hauptgründe nennt der Verein die unter Preisdruck stehende konventionelle Landwirtschaft. Er fordert eine Ausweitung des ökologischen Landbaus, um der Nitratbelastung entgegenzuwirken.

## Freizeit und Erholung
Ein als aaroute bezeichneter, 58 Kilometer langer Radweg führt in Flussnähe von Velen über Ramsdorf, Gemen, Borken, Rhede, Bocholt, Isselburg nach Anholt. Die aaroute ist Teil eines grenzüberschreitenden Radwanderwegnetzes, zu dem auch berkel-, slinge- und ijsselroute gehören. Die Radwege bieten sechs Rundfahrten und können untereinander kombiniert werden.